# Liga ACB 2015-16
La temporada 2015-16 de la Liga Endesa fue la 33.ª temporada de la liga española de baloncesto.

## Equipos participantes

### Equipos ascendidos y descendidos en la temporada 2014/15
| Pos | Ascendidos a Liga Endesa |
| --- | ------------------------ |
| 1º  | Ford Burgos              |
| 2º  | Club Ourense Baloncesto  |

| Pos | Descendidos a LEB Oro |
| --- | --------------------- |
| 17º | Gipuzkoa Basket       |
| 18º | Montakit Fuenlabrada  |

### Datos de los equipos participantes
| Equipo                      | Presidente             | Entrenador          | Ciudad                     | Pabellón                 | Aforo  |
| --------------------------- | ---------------------- | ------------------- | -------------------------- | ------------------------ | ------ |
| Baloncesto Sevilla          | Fernando Moral         | Luis Casimiro       | Sevilla                    | San Pablo                | 7.626  |
| CAI Zaragoza                | Reynaldo Benito        | Andreu Casadevall   | Zaragoza                   | Pabellón Príncipe Felipe | 11.000 |
| Dominion Bilbao Basket      | Jon Davalillo          | Sito Alonso         | Bilbao                     | Bilbao Arena             | 10.014 |
| FC Barcelona Lassa          | Josep Maria Bartomeu   | Xavier Pascual      | Barcelona                  | Palau Blaugrana          | 8.000  |
| FIATC Joventut              | Jordi Villacampa       | Salva Maldonado     | Badalona                   | Olímpico de Badalona     | 12.500 |
| Gipuzkoa Basket             | Gorka Ramoneda         | Jaume Ponsarnau     | San Sebastián              | Illumbe                  | 11.000 |
| Herbalife Gran Canaria      | Joaquín Costa          | Aíto García Reneses | Las Palmas de Gran Canaria | Gran Canaria Arena       | 10.100 |
| Iberostar Tenerife          | Félix Hernández        | Alejandro Martínez  | San Cristóbal de La Laguna | Santiago Martín          | 5.000  |
| ICL Manresa                 | Josep Vives            | Ibon Navarro        | Manresa                    | Nou Congost              | 5.000  |
| Laboral Kutxa Baskonia      | José Antonio Querejeta | Velimir Perasović   | Vitoria                    | Fernando Buesa Arena     | 15.504 |
| Montakit Fuenlabrada        | José Quintana          | Žan Tabak           | Fuenlabrada                | Fernando Martín          | 5.300  |
| MoraBanc Andorra            | Gorka Aixàs            | Joan Peñarroya      | Andorra la Vieja           | Polideportivo de Andorra | 4.000  |
| Movistar Estudiantes        | Juan Francisco García  | Diego Ocampo        | Madrid                     | Barclaycard Center       | 12.500 |
| Real Madrid                 | Florentino Pérez       | Pablo Laso          | Madrid                     | Barclaycard Center       | 12.500 |
| Río Natura Monbús Obradoiro | Raúl López             | Moncho Fernández    | Santiago                   | Multiusos Fontes do Sar  | 6.000  |
| UCAM Murcia                 | Luis Carabante         | Fotis Katsikaris    | Murcia                     | Palacio de Deportes      | 7.454  |
| Unicaja                     | Eduardo García         | Joan Plaza          | Málaga                     | Martín Carpena           | 11.300 |
| Valencia Basket             | Pablo Marín            | Pedro Martínez      | Valencia                   | Fuente de San Luis       | 9.000  |

### Equipos por territorios
| Comunidad autónoma   | N.º | Equipos                                                         |
| -------------------- | --- | --------------------------------------------------------------- |
| Cataluña             | 3   | FC Barcelona Lassa, FIATC Joventut e ICL Manresa                |
| Comunidad de Madrid  | 3   | Montakit Fuenlabrada, Movistar Estudiantes y Real Madrid        |
| País Vasco           | 3   | Dominion Bilbao Basket, RETAbet.es GBC y Laboral Kutxa Baskonia |
| Andalucía            | 2   | Baloncesto Sevilla y Unicaja                                    |
| Canarias             | 2   | Herbalife Gran Canaria e Iberostar Tenerife                     |
| Aragón               | 1   | CAI Zaragoza                                                    |
| Comunidad Valenciana | 1   | Valencia Basket                                                 |
| Galicia              | 1   | Río Natura Monbús Obradoiro                                     |
| Región de Murcia     | 1   | Universidad Católica de Murcia                                  |
| País                 | Nº  | Equipos                                                         |
| Andorra              | 1   | MoraBanc Andorra                                                |

### Arbitraje
Los árbitros de cada partido fueron designados por una comisión creada para tal objetivo e integrada por representantes de la ACB y la FEB. En la temporada 2015/16, los colegiados de la categoría fueron los siguientes:
3 

## Detalles de la competición liguera

### Clasificación de la liga regular
- En caso de empate a victorias, se toma en cuenta los enfrentamientos entre los equipos implicados, y en caso de perdurar dicho empate, la diferencia entre puntos conseguidos y puntos recibidos (+/-).

|  | Los equipos que ocupen estas posiciones al término de la temporada, disputarán los Playoffs por el título. |
|  | Los equipos que ocupen estas posiciones descenderán a la LEB Oro 2016-17.                                  |

### Evolución de la clasificación
| Equipos \ Jornada              | 1                  | 2  | 3  | 4  | 5  | 6  | 7  | 8  | 9  | 10 | 11 | 12 | 13 | 14 | 15 | 16 | 17 | 18 | 19 | 20 | 21 | 22 | 23 | 24 | 25 | 26 | 27 | 28 | 29 | 30 | 31 | 32 | 33 | 34 |  |
| ------------------------------ | ------------------ | -- | -- | -- | -- | -- | -- | -- | -- | -- | -- | -- | -- | -- | -- | -- | -- | -- | -- | -- | -- | -- | -- | -- | -- | -- | -- | -- | -- | -- | -- | -- | -- | -- |  |
| Equipos \ Jornada              | FC Barcelona Lassa | 6  | 2  | 2  | 1  | 1  | 1  | 2  | 2  | 2  | 3  | 3  | 3  | 2  | 2  | 2  | 2  | 2  | 2  | 2  | 2  | 1  | 1  | 1  | 1  | 1  | 1  | 1  | 1  | 1  | 1  | 1  | 1  |    |  |
| Valencia Basket                | 8                  | 5  | 4  | 3  | 2  | 2  | 1  | 1  | 1  | 1  | 1  | 1  | 1  | 1  | 1  | 1  | 1  | 1  | 1  | 1  | 2  | 2  | 2  | 2  | 2  | 2  | 2  | 2  | 2  | 2  | 2  | 2  |    |    |  |
| Real Madrid                    | 11                 | 7  | 5  | 4  | 4  | 3  | 3  | 3  | 3  | 2  | 2  | 2  | 3  | 3  | 3  | 4  | 4  | 3  | 3  | 3  | 3  | 4  | 3  | 3  | 3  | 3  | 3  | 3  | 3  | 3  | 3  | 3  |    |    |  |
| Laboral Kutxa Baskonia         | 3                  | 3  | 3  | 2  | 5  | 4  | 4  | 4  | 4  | 4  | 4  | 4  | 4  | 4  | 4  | 3  | 3  | 4  | 4  | 4  | 4  | 3  | 4  | 4  | 4  | 4  | 4  | 4  | 4  | 4  | 4  | 4  | 4  | 4  |  |
| Herbalife Gran Canaria         | 2                  | 1  | 1  | 5  | 3  | 6  | 5  | 5  | 5  | 5  | 5  | 5  | 5  | 5  | 5  | 5  | 5  | 5  | 5  | 5  | 5  | 5  | 5  | 5  | 5  | 5  | 5  | 5  | 5  | 5  | 5  | 5  | 5  | 5  |  |
| Unicaja Málaga                 | 9                  | 4  | 7  | 10 | 8  | 9  | 9  | 8  | 6  | 6  | 6  | 9  | 7  | 8  | 6  | 6  | 8  | 7  | 6  | 7  | 9  | 9  | 7  | 7  | 7  | 6  | 6  | 6  | 6  | 6  | 6  | 6  |    |    |  |
| Montakit Fuenlabrada           | 4                  | 11 | 13 | 11 | 11 | 8  | 10 | 11 | 9  | 13 | 10 | 6  | 9  | 7  | 9  | 9  | 7  | 6  | 7  | 6  | 6  | 6  | 6  | 6  | 6  | 7  | 7  | 7  | 8  | 7  | 7  | 7  |    |    |  |
| Universidad Católica de Murcia | 10                 | 15 | 14 | 14 | 10 | 11 | 13 | 12 | 14 | 14 | 14 | 15 | 13 | 15 | 11 | 10 | 10 | 10 | 10 | 10 | 8  | 7  | 8  | 9  | 8  | 10 | 8  | 9  | 9  | 9  | 8  | 8  |    |    |  |
| Dominion Bilbao Basket         | 5                  | 13 | 10 | 7  | 9  | 10 | 8  | 9  | 11 | 10 | 9  | 12 | 8  | 11 | 8  | 8  | 6  | 9  | 8  | 8  | 7  | 8  | 9  | 8  | 10 | 9  | 10 | 8  | 7  | 8  | 9  | 9  |    |    |  |
| Iberostar Tenerife             | 13                 | 14 | 15 | 16 | 17 | 16 | 14 | 15 | 13 | 12 | 13 | 14 | 15 | 14 | 15 | 12 | 11 | 12 | 12 | 12 | 11 | 12 | 11 | 11 | 9  | 8  | 9  | 10 | 10 | 10 | 10 | 10 |    |    |  |
| Baloncesto Sevilla             | 18                 | 18 | 18 | 17 | 16 | 14 | 15 | 14 | 15 | 15 | 15 | 13 | 14 | 16 | 16 | 16 | 16 | 16 | 16 | 16 | 14 | 16 | 13 | 13 | 13 | 13 | 13 | 13 | 11 | 12 | 11 | 11 |    |    |  |
| MoraBanc Andorra               | 14                 | 12 | 12 | 13 | 14 | 12 | 11 | 13 | 10 | 9  | 11 | 7  | 6  | 6  | 7  | 7  | 9  | 8  | 9  | 9  | 10 | 10 | 10 | 10 | 11 | 11 | 11 | 11 | 12 | 11 | 12 | 12 |    |    |  |
| FIATC Joventut                 | 7                  | 9  | 8  | 6  | 6  | 5  | 6  | 7  | 8  | 8  | 8  | 11 | 12 | 10 | 12 | 13 | 12 | 11 | 11 | 11 | 12 | 11 | 12 | 12 | 12 | 12 | 12 | 12 | 13 | 14 | 13 | 13 |    |    |  |
| CAI Zaragoza                   | 12                 | 8  | 11 | 12 | 13 | 15 | 16 | 16 | 16 | 16 | 16 | 16 | 16 | 13 | 14 | 15 | 15 | 15 | 14 | 14 | 15 | 13 | 14 | 14 | 14 | 14 | 14 | 15 | 14 | 13 | 14 | 14 |    |    |  |
| ICL Manresa                    | 15                 | 10 | 9  | 9  | 12 | 13 | 12 | 10 | 12 | 11 | 12 | 8  | 10 | 12 | 13 | 14 | 13 | 13 | 13 | 13 | 13 | 15 | 16 | 16 | 15 | 15 | 15 | 14 | 15 | 15 | 15 | 15 |    |    |  |
| Rio Natura Monbus Obradoiro    | 1                  | 6  | 6  | 8  | 7  | 7  | 7  | 6  | 7  | 7  | 7  | 10 | 11 | 9  | 10 | 11 | 14 | 14 | 15 | 15 | 16 | 14 | 15 | 15 | 16 | 16 | 16 | 17 | 16 | 16 | 16 | 16 |    |    |  |
| Movistar Estudiantes           | 16                 | 16 | 16 | 15 | 15 | 17 | 17 | 17 | 17 | 17 | 17 | 17 | 17 | 17 | 17 | 17 | 17 | 17 | 18 | 17 | 17 | 17 | 17 | 17 | 17 | 17 | 17 | 16 | 17 | 17 | 17 | 17 | 17 |    |  |
| RETAbet.es GBC                 | 17                 | 17 | 17 | 18 | 18 | 18 | 18 | 18 | 18 | 18 | 18 | 18 | 18 | 18 | 18 | 18 | 18 | 18 | 17 | 18 | 18 | 18 | 18 | 18 | 18 | 18 | 18 | 18 | 18 | 18 | 18 | 18 | 18 | 18 |  |

### Playoffs por el título
|  | Cuartos de final | Cuartos de final  | Cuartos de final | Cuartos de final | Cuartos de final |    |              | Semifinales | Semifinales | Semifinales | Semifinales | Semifinales | Semifinales |  |   | Finales      | Finales | Finales | Finales | Finales | Finales |  |
|  |                  |                   |                  |                  |                  |    |              |             |             |             |             |             |             |  |   |              |         |         |         |         |         |  |
|  |                  |                   |                  |                  |                  |    |              |             |             |             |             |             |             |  |   |              |         |         |         |         |         |  |
|  | 1                | FC Barcelona      | 99               | 84               |                  |    |              |             |             |             |             |             |             |  |   |              |         |         |         |         |         |  |
|  | 1                | FC Barcelona      | 99               | 84               |                  |    |              |             |             |             |             |             |             |  |   |              |         |         |         |         |         |  |
|  | 8                | Fuenlabrada       | 65               | 68               |                  |    |              |             |             |             |             |             |             |  |   |              |         |         |         |         |         |  |
|  | 8                | Fuenlabrada       | 65               | 68               |                  | 1  | FC Barcelona | 84          | 73          | 83          | 85          |             |             |  |   |              |         |         |         |         |         |  |
|  |                  |                   |                  |                  |                  | 1  | FC Barcelona | 84          | 73          | 83          | 85          |             |             |  |   |              |         |         |         |         |         |  |
|  |                  |                   | 4                | Laboral Kutxa    | 57               | 68 | 89           | 63          |             |             |             |             |             |  |   |              |         |         |         |         |         |  |
|  | 4                | Laboral Kutxa     | 4                | Laboral Kutxa    | 57               | 68 | 89           | 63          | 81          | 87          | 78          |             |             |  |   |              |         |         |         |         |         |  |
|  | 4                | Laboral Kutxa     |                  |                  |                  |    |              |             |             |             | 78          |             |             |  |   |              |         |         |         |         |         |  |
|  | 5                | Gran Canaria      | 76               | 93               | 71               |    |              |             |             |             |             |             |             |  |   |              |         |         |         |         |         |  |
|  | 5                | Gran Canaria      | 76               | 93               | 71               |    |              |             |             |             |             |             |             |  | 1 | FC Barcelona | 100     | 70      | 74      | 84      |         |  |
|  |                  |                   |                  |                  |                  |    |              |             |             |             |             |             |             |  | 1 | FC Barcelona | 100     | 70      | 74      | 84      |         |  |
|  |                  |                   | 2                | Real Madrid      | 99               | 90 | 91           | 91          |             |             |             |             |             |  |   |              |         |         |         |         |         |  |
|  | 2                | Real Madrid       | 2                | Real Madrid      | 99               | 90 | 91           | 91          | 107         | 87          | 93          |             |             |  |   |              |         |         |         |         |         |  |
|  | 2                | Real Madrid       |                  |                  |                  |    |              |             |             |             | 93          |             |             |  |   |              |         |         |         |         |         |  |
|  | 7                | UCAM Murcia C. B. | 103              | 91               | 72               |    |              |             |             |             |             |             |             |  |   |              |         |         |         |         |         |  |
|  | 7                | UCAM Murcia C. B. | 103              | 91               | 72               |    | 2            | Real Madrid | 82          | 97          | 86          | 82          |             |  |   |              |         |         |         |         |         |  |
|  |                  |                   |                  |                  |                  |    | 2            | Real Madrid | 82          | 97          | 86          | 82          |             |  |   |              |         |         |         |         |         |  |
|  |                  |                   | 3                | Valencia Basket  | 57               | 88 | 87           | 80          |             |             |             |             |             |  |   |              |         |         |         |         |         |  |
|  | 3                | Valencia Basket   | 3                | Valencia Basket  | 57               | 88 | 87           | 80          | 79          | 88          |             |             |             |  |   |              |         |         |         |         |         |  |
|  | 3                | Valencia Basket   |                  |                  |                  |    |              |             |             |             |             |             |             |  |   |              |         |         |         |         |         |  |
|  | 6                | Unicaja Málaga    | 75               | 59               |                  |    |              |             |             |             |             |             |             |  |   |              |         |         |         |         |         |  |
|  | 6                | Unicaja Málaga    | 75               | 59               |                  |    |              |             |             |             |             |             |             |  |   |              |         |         |         |         |         |  |
|  |                  |                   |                  |                  |                  |    |              |             |             |             |             |             |             |  |   |              |         |         |         |         |         |  |

## Galardones

### Jugador de la jornada
| Jornada | Jugador               | Equipo                      | Valoración |
| ------- | --------------------- | --------------------------- | ---------- |
| 1       | Ante Tomić            | FC Barcelona Lassa          | 34         |
| 2       | Ioannis Bourousis     | Laboral Kutxa Baskonia      | 32         |
| 3       | Adam Waczyński        | Río Natura Monbús Obradoiro | 36         |
| 4       | Darío Brizuela        | Movistar Estudiantes        | 33         |
| 5       | José Ángel Antelo     | UCAM Murcia                 | 27         |
| 6       | Justin Hamilton       | Valencia Basket             | 39         |
| 7       | Blagota Sekulić       | Iberostar Tenerife          | 31         |
| 8       | Facundo Campazzo      | UCAM Murcia (2)             | 33         |
| 9       | Blagota Sekulić (2)   | Iberostar Tenerife (2)      | 31         |
| 10      | Pierre Oriola         | Baloncesto Sevilla          | 35         |
| 11      | Ioannis Bourousis (2) | Laboral Kutxa Baskonia (2)  | 30         |
| 12      | Jonathan Tabu         | Montakit Fuenlabrada        | 35         |
| 13      | Ioannis Bourousis (3) | Laboral Kutxa Baskonia (3)  | 33         |
| 14      | Ioannis Bourousis (4) | Laboral Kutxa Baskonia (4)  | 37         |
| 15      | Alen Omić             | Herbalife Gran Canaria      | 30         |
| 16      | Salva Arco            | Iberostar Tenerife (3)      | 23         |
| 16      | Bojan Dubljević       | Valencia Basket (2)         | 23         |
| 16      | Augusto Lima          | UCAM Murcia (2)             | 23         |
| 17      | Ioannis Bourousis (5) | Laboral Kutxa Baskonia (5)  | 40         |
| 18      | Marko Popović         | Montakit Fuenlabrada (2)    | 30         |
| 19      | Tomás Bellas          | CAI Zaragoza                | 30         |
| 20      | Sergio Llull          | Real Madrid                 | 36         |
| 21      | Scott Bamforth        | Baloncesto Sevilla (2)      | 24         |
| 22      | Darius Adams          | Laboral Kutxa Baskonia (6)  | 35         |
| 23      | Scott Bamforth (2)    | Baloncesto Sevilla (3)      | 32         |
| 24      | Boštjan Nachbar       | Baloncesto Sevilla (4)      | 28         |
| 24      | Will Thomas           | Unicaja Málaga              | 28         |
| 25      | Jonathan Tabu (2)     | Montakit Fuenlabrada (3)    | 34         |
| 26      | Axel Hervelle         | Dominion Bilbao Basket      | 25         |
| 26      | Ondřej Balvín         | Baloncesto Sevilla (5)      | 25         |
| 26      | Gustavo Ayón          | Real Madrid (2)             | 25         |
| 26      | Will Thomas (2)       | Unicaja Málaga (2)          | 25         |
| 27      | Dejan Musli           | ICL Manresa                 | 32         |
| 28      | Tomáš Satoranský      | FC Barcelona Lassa (2)      | 27         |
| 29      | Darius Adams (2)      | Laboral Kutxa Baskonia (7)  | 33         |
| 30      | Giorgi Shermadini     | Morabanc Andorra            | 36         |
| 31      | Marko Popović         | Montakit Fuenlabrada (4)    | 30         |
| 32      | Sergio Rodríguez      | Real Madrid (3)             | 31         |
| 32      | Darius Adams (3)      | Laboral Kutza Baskonia (8)  | 31         |
| 33      | Gustavo Ayón (2)      | Real Madrid (4)             | 39         |
| 34      | Sergi Vidal           | FIATC Joventut              | 36         |

### Jugador del mes MVP Movistar+
| Mes       | Jornadas | Jugador               | Equipo                     | Valoración Media |
| --------- | -------- | --------------------- | -------------------------- | ---------------- |
| Octubre   | 1 a 3    | Dejan Musli           | ICL Manresa                | 25,3             |
| Noviembre | 4 a 8    | Justin Hamilton       | Valencia Basket            | 23,2             |
| Diciembre | 9 a 13   | Ioannis Bourousis     | Laboral Kutxa Baskonia     | 23,4             |
| Enero     | 14 a 18  | Ioannis Bourousis (2) | Laboral Kutxa Baskonia (2) | 24,8             |
| Febrero   | 19 a 21  | Sergio Llull          | Real Madrid                | 22,3             |
| Marzo     | 22 a 25  | Boštjan Nachbar       | Baloncesto Sevilla         | 21,0             |
| Abril     | 26 a 29  | Tomáš Satoranský      | FC Barcelona Lassa         | 21,3             |
| Mayo      | 30 a 34  | Gustavo Ayón          | Real Madrid                | 28,0             |

## Estadísticas

### Ranking ACB
| Jugador                                   | Equipo                 | Acumulado | Partidos | Media |
| ----------------------------------------- | ---------------------- | --------- | -------- | ----- |
| Dejan Musli                               | ICL Manresa            | 649       | 33       | 19,7  |
| Ioannis Bourousis                         | Laboral Kutxa Baskonia | 606       | 32       | 18,9  |
| Gustavo Ayón                              | Real Madrid            | 553       | 31       | 17,8  |
| Ante Tomić                                | FC Barcelona Lassa     | 572       | 33       | 17,3  |
| Giorgi Shermadini                         | Morabanc Andorra       | 575       | 34       | 16,9  |
| Última actualización: 23 de junio de 2016 |                        |           |          |       |

### Máximo anotador
| Jugador                                   | Equipo                 | Total | Partidos | Media |
| ----------------------------------------- | ---------------------- | ----- | -------- | ----- |
| Darius Adams                              | Laboral Kutxa Baskonia | 586   | 34       | 17,2  |
| Álex Mumbrú                               | Dominion Bilbao Basket | 516   | 34       | 15,2  |
| Adam Waczyński                            | Río Natura Monbus      | 395   | 27       | 14,6  |
| Justin Hamilton                           | Valencia Basket        | 482   | 34       | 14,2  |
| Marcus Landry                             | Gipuzkoa Basket        | 323   | 23       | 14,0  |
| Última actualización: 23 de junio de 2016 |                        |       |          |       |